# Собор Рождества Пресвятой Богородицы (Баку)
Собор Рождества Пресвятой Богородицы — храм Бакинской и Азербайджанской епархии Русской православной церкви (РПЦ), расположенный в столице Азербайджана Баку.

## История
Своё существование храм начал как одна из четырёх приписных церквей и часовен бакинского Александро-Невского собора. Вторая Бакинская церковная школа с домовым храмом располагалась в районе Кани-Тапа, население в котором стало расти после появления в городе железной дороги. О строительстве храма и школы с 1893 года ходатайствовал настоятель Александро-Невского собора, благочинный Баку протоиерей Александр Юницкий. В 1894 году он представил городской Думе проект комплекса, составленный бакинским архитектором Иваном Эделем. 22 августа 1895 года проект был утверждён, для его осуществления был выделен участок земли в количестве 1 тыс. кв. саженей.
Духовное училище в русско-византийском стиле было сооружено в 1896 году на Станиславской улице (ныне — проспект Азадлыг) неподалеку от вокзала Закавказской железной дороги. Храм при нем был освящён 27 апреля в честь Рождества Пресвятой Богородицы (в этот праздник, 8 сентября 1895 года по старому стилю, состоялось освящение участка земли и закладка церкви). Строительство велось на благотворительные средства, и обошлось в 20 тысяч рублей. Совмещать школьные занятия и богослужения в одном здании было признано неудобным, и уже летом 1896 года был заложен фундамент для постройки отдельного школьного помещения, которое было закончено в сентябре. Ещё спустя месяц капитан 1-го ранга Гавриил Бартошевич и его супруга Варвара Бартошевич передали в дар школе фамильную икону Рождества Пресвятой Богородицы, по преданию обнаруженную в реке Неве в 1814 году.
В 1906 году при церкви находилось уже две школы — двухклассная и одноклассная, однако церковь ещё считалась приписной. Впоследствии она стала самостоятельной. Кроме того, в 1903 году был согласован перенос звонницы церкви.

## После революции
Существуют разные сведения о судьбе храма после Октябрьской революции.
Согласно одной из версий, церковь в Кани-Тапа была закрыта, и в 1925 года — снесена в связи со строительством Сабунчинского вокзала. Однако храм не был закрыт, и в 1926 году для прихода было построено новое здание на Верхней Приютской улице (ныне — академика Шамиля Азизбекова). Тем не менее, в 1937 году приход был закрыт, а здание стало использоваться в качестве казармы.
По информации на сайте Бакинской и Азербайджанской епархии, как казарма использовалось первоначальное здание училища и церкви.

## Возврат верующим
Храм был возвращен верующим в 1944 году, став кафедральным собором Ставропольско-Бакинской епархии. В 1946 году к его зданию был пристроен придел в честь преподобного Сергия Радонежского.
После распада Союза Советских Социалистических Республик в 1999-2001 годах храм прошел реконструкцию. 26 мая 2001 года собор посетил патриарх Московский и всея Руси Алексий II. В настоящее время при соборе действуют библиотека православной литературы и воскресная школа для детей, школа по катехизации взрослых, а также благотворительная столовая. Собор многоклирный; в нем служат 4 священника и 2 диакона. Настоятель храма — протоиерей Александр Новиков